# تأثیر نوشیدن الکل بر افزایش سن
تأثیر نوشیدن الکل بر افزایش سن چند وجهی است. شواهد نشان می‌دهد که الکلیسم یا مصرف مزمن الکل می‌تواند باعث پیری زودرس شود که در آن علائم پیری زودتر از حالت عادی ظاهر می‌شود یا باعث پیری اغراق‌آمیز شود که در آن علائم پیری در زمان مناسب ظاهر می‌شود اما به شکل اغراق آمیزتر. اثرات سوء مصرف/سوء استفاده از الکل بر روند پیری شامل فشار خون بالا، نارسایی قلبی، سرطان‌ها، بیماری‌های گوارشی، نقص‌های شناختی عصبی، پوکی استخوان و اختلالات احساسی به ویژه افسردگی است.

## تاثیر بر روی مغز
الکل یک نوروتوکسین قوی است. مؤسسه ملی سوء مصرف الکل و الکلیسم گزارش داد: «الکلیسم ممکن است پیری طبیعی را تسریع کند یا باعث پیری زودرس مغز شود.» گزارش دیگری از همان مؤسسه نشان داد که «مصرف مزمن الکل و همچنین قرار گرفتن در معرض گلوکوکورتیکوئیدهای مزمن، می‌تواند منجر به پیری زودرس یا پیری اغراق آمیز شود.» به‌طور خاص، الکل، محور هیپوتالاموس - هیپوفیز - آدرنال را فعال می‌کند و باعث ترشح گلوکوکورتیکوئید و در نتیجه افزایش سطح هورمون‌های استرس در بدن می‌شود. قرار گرفتن در معرض مزمن این هورمون‌ها منجر به افزایش سرعت روند پیری می‌شود، که با «تغییرات تدریجی، اما اغلب چشمگیر» در طول زمان تقریباً در هر سیستم فیزیولوژیکی بدن انسان همراه است. در مجموع، این تغییرات منجر به کاهش کارایی و انعطاف‌پذیری عملکرد فیزیولوژیکی می‌شود. استرس مزمن و مصرف الکل سنگین مزمن باعث ایجاد اثر پیری زودرس مشابه، از جمله انحطاط سلول‌های عصبی در هیپوکامپ نیز می‌شود.

## تاثیر بر روی قلب
با توجه به گزارش مؤسسه ملی سلامت، محققان مدعی هستند که نوشیدن مقدار متوسط الکل می‌تواند قلب برخی افراد را از خطرات بیماری عروق کرونر محافظت کند. اما، نمی‌توان پیش‌بینی کرد که اعتیاد به مشکلی در چه افرادی مشکل ساز خواهد شد. با توجه به این خطرات و سایر خطرات، انجمن قلب آمریکا به افراد هشدار داده‌است که نوشیدن مشروبات را شروع نکنند.

## امید به زندگی
مصرف بیش از حد الکل، به ویژه الکل مقطر، عامل مرگ و میر بیشتر و امید به زندگی کمتر برای مردان در شرق اروپا، به ویژه اتحاد جماهیر شوروی سابق است.